# Ueno Zoo
Il Ueno Zoo (恩賜上野動物園?, Onshiuenodōbutsuen) è uno zoo istituito nella città di Tokyo, in Giappone. Fondato nel 1882, copre un'area di 14,3 ettari.